# Mchitar Manukjan

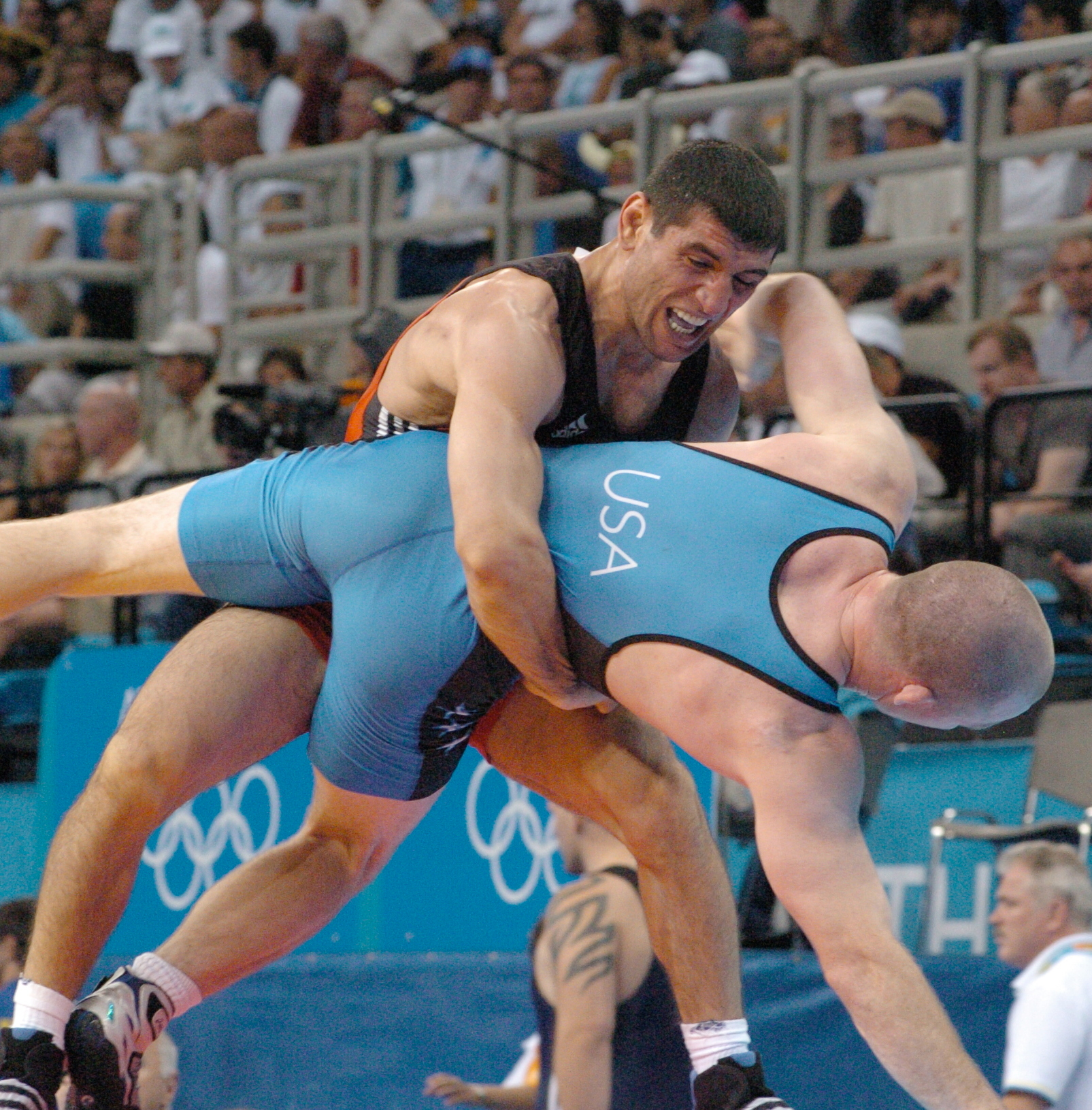
Mchitar Manukjan

Mchitar Rasmiki Manukjan (armenisch Մխիթար Ռազմիկի Մանուկյան, russisch Мхитар Размикович Манукян, Mchitar Rasmikowitsch Manukjan, kasachisch Мкхитар Размикович Манукян, Mkchitar Rasmikowitsch Manukjan; * 20. September 1973 in Leninakan, Armenische SSR, Sowjetunion) ist ein Ringer, der für die Sowjetunion, für Armenien und für Kasachstan startete. Er wurde 1998 und 1999 Weltmeister im Federgewicht und gewann 2004 eine Bronzemedaille im Leichtgewicht, jeweils im griechisch-römischen Stil.

## Werdegang
Mchitar Manukjan wuchs in Leninakan auf und begann dort im Jahre 1983 zusammen mit seinem um ein Jahr jüngeren Bruder Samwel Manukjan mit dem Ringen. Er konzentrierte sich dabei auf den griechisch-römischen Stil. Sein erster wichtiger Trainer war Juri Karapetjan. 1988, also im Alter von 15 Jahren, verlor er seine Eltern und eine Schwester, die bei dem schweren Erdbeben in Armenien ums Leben kamen. Mit Hilfe seiner Sportkameraden konnte er diese schwere Zeit überstehen.
1990 begann seine internationale Ringerlaufbahn, als er, für die Sowjetunion startend, in der Gewichtsklasse bis 50 kg Junioren-Weltmeister (Altersgruppe Juniors) vor Dariusz Jabłoński, Polen, und Iliuță Dăscălescu, Rumänien, wurde. 1991 wiederholte er diesen Erfolg in Barcelona in der Gewichtsklasse bis 58 kg.
Nach den politischen Veränderungen in der Sowjetunion startete er ab 1993 für sein Heimatland Armenien. Er nahm in diesem Jahr an der Europameisterschaft in Istanbul teil und verpasste im Federgewicht mit einem 4. Platz hinter Sergei Martynow, Russland, Jenő Bódi, Ungarn, und Georgi Saskawez, Weißrussland, knapp einen Medaillenrang. Bei der Junioren-Weltmeisterschaft 1993 (Altersgruppe Espoirs) in Athen kam er im Federgewicht hinter Juri Solomatin, Russland, und Plamen Tschukanow, Bulgarien, auf den 3. Platz.
1994 war für Mchitar Manukjan kein gutes Jahr, denn er belegte in diesem Jahr bei der Europameisterschaft in Athen den 13. und bei der Weltmeisterschaft in Tampere gar nur den 16. Platz. Etwas besser gestaltete sich für ihn dann das Ergebnis der Europameisterschaft 1995 in Besançon. Er kam dort im Federgewicht auf den 8. Platz. Bei der Weltmeisterschaft 1995 in Prag hatte er dann seine Formkrise überwunden, denn er erkämpfte sich im Federgewicht hinter Sergei Martynow und Włodzimierz Zawadzki, Polen, die Bronzemedaille. Das war die erste internationale Medaille, die er bei den Senioren gewann.
Eine Bronzemedaille gewann er dann auch bei der Europameisterschaft 1996 in Budapest. Vor ihm platzierten sich nur Sergei Martynow und Hryhorij Komyschenko aus der Ukraine. Sein Traum von einer olympischen Medaille erfüllte sich bei den Olympischen Spielen 1996 in Atlanta nicht. Er kam dort im Federgewicht zu einem Sieg über Hu Guohong, China, verlor dann gegen Komyschenko, siegte gegen Usama Aziz, Schweden, und Choi Sang-pil, Südkorea. Eine weitere Niederlage gegen Akif Pirim, die mit 4:6 Punkten recht knapp ausfiel, warf ihn aber endgültig aus dem Kampf um die Medaillen. Mit einem kampflosen Sieg über Sergei Martynow konnte er nur auf den 7. Platz kommen.
Nach den Olympischen Spielen 1996 erhielt Mchitar Manukjan von Däulet Turlychanow, dem kasachischen Ringerchef, ein Angebot, nach Kasachstan zu wechseln. Aus wirtschaftlichen Gründen nahm er dieses Angebot an und startete seit 1997 für Kasachstan. 1997 wurde er für dieses Land gleich Asienmeister im Federgewicht vor Yasutoshi Motoki, Japan, und Park Sin-young, Südkorea. Bei der Weltmeisterschaft 1997 in Wrocław lieferte er im Federgewicht wieder gute Kämpfe ab. Er verlor dort allerdings im Federgewicht gleich seinen ersten Kampf gegen Nikolai Monow aus Russland, kam aber dann zu Siegen über Martin Kolar, Slowakei, David S. Zuñiga, Vereinigte Staaten, Jurij Mirutenka, Weißrussland, Mátyás Megyes, Ungarn, und Akaki Chachua, Georgien. Im Kampf um den Einzug in das Finale unterlag er gegen den Olympiasieger von 1996, Włodzimierz Zawadzki, knapp mit 2:3 Punkten. Mit einem Sieg über Juan Luis Marén aus Kuba erkämpfte er sich danach noch den 5. Platz.
1998 fuhr Mchitar Manukjan gut vorbereitet zur Weltmeisterschaft nach Gävle/Schweden. Dies zahlte sich aus, denn er wurde dort mit Siegen über Bahodir Qurbonov, Usbekistan, Kevin Bracken, Vereinigte Staaten, Choi Sang-sun, Südkorea, und Şeref Eroğlu, Türkei, den er im Finale mit 3:0 Punkten schlug, neuer Weltmeister. Nachdem er im Mai 1999 in Taschkent auch Asienmeister im Federgewicht vor Bahodir Qurbonov und Lee Tae-ho, Südkorea, geworden war, wiederholte er im September 1999 bei der Weltmeisterschaft in Athen seinen Triumph von 1998. Dazu benötigte er Siege über Tai Chien-Chou, Taiwan, Raynard Mouton, Südafrika, Włodzimierz Zawadzki, Hryhorij Komyschenko, Bahodir Qurbonov und im Finale wieder über Şeref Eroğlu (4:0-Sieg).
In der Folgezeit wurde Mchitar Manukjan wiederholt von schweren Verletzungen geplagt, die eine gezielte Vorbereitung auf die Meisterschaften ausgerechnet im Olympiajahr 2000 fast unmöglich machte. Dies machte sich schon bei der Asienmeisterschaft 2000  in Seoul bemerkbar, wo er hinter Bahodir Qurbonov, Lee Tae-ho und Yi Shanjan, China, im Federgewicht nur auf den 4. Platz kam. Bei den Olympischen Spielen 2000 in Sydney kam er zunächst zu einem Sieg über Yassine Djakrir, Algerien, verlor dann aber gegen Juan Luis Marén und konnte sich danach mit einem Sieg über Gurbinder Singh aus Indien nur den 7. Platz erkämpfen. Das war für ihn als zweifachem Weltmeister natürlich eine Enttäuschung.
2001 musste er sich dann auf Grund seiner Verletzungen mehreren Operationen unterziehen. Danach kam er zunächst nur schwer wieder in Form. Das zeigten auch die Ergebnisse von 2002 und 2003. In diesen Jahren konnte er bei den internationalen Meisterschaften keine Medaillen gewinnen. Dazu kam, dass er das Gewicht für das Federgewicht nicht mehr bringen konnte und im Leichtgewicht starten musste, das seit 2002 bis 66 kg Körpergewicht reicht.
Nach einem enttäuschenden 24. Platz bei der Weltmeisterschaft 2003 in Créteil gelang es Mchitar Manukjan aber dann doch noch, so gut in Form zu kommen, dass er bei den Olympischen Spielen in Athen im Leichtgewicht bei seinem dritten Anlauf mit Siegen über Jannis Zamanduridis, Deutschland, gegen den sein Sieg mit 3:2 Punkten relativ knapp ausfiel, Konstantinos Arkoudeas, Griechenland, und Oscar Wood, Vereinigte Staaten, einer Niederlage gegen Şeref Eroğlu und einem Sieg über Jimmy Samuelsson, Schweden, den er klar mit 8:1 Punkten schlug, endlich eine olympische Medaille, die bronzene, erkämpfen konnte.
Danach beendete er seine aktive Ringerlaufbahn. Nachdem er ein Sportstudium beendet hatte, wurde er 2005 Trainer der kasachischen Ringer-Nationalmannschaft im griechisch-römischen Stil.

## Internationale Erfolge
| Jahr | Platz  | Wettbewerb                          | Gewichtsklasse | Ergebnisse |
| 1990 | 1.     | Junioren-WM (Juniors) in Tel Aviv   | bis 50 kg      | vor Dariusz Jabłoński, Polen und Iliuță Dăscălescu, Rumänien |
| 1991 | 1.     | Junioren-WM (Juniors) in Barcelona  | bis 58 kg      | vor Miguel A. Sierra, Spanien und Plamen Tschukanow, Bulgarien |
| 1993 | 4.     | EM in Istanbul                      | Feder          | hinter Sergei Martynow, Russland, Jenő Bódi, Ungarn und Georgi Saskawez, Weißrussland |
| 1993 | 3.     | Junioren-WM (Espoirs) in Athen      | Feder          | hinter Juri Solomatin, Russland und Plamen Tschukanow |
| 1994 | 13.    | EM in Athen                         | Leicht         | Sieger: Attila Repka, Ungarn vor Ghani Yalouz, Frankreich und Islam Dugutschijew, Russland |
| 1994 | 16.    | WM in Tampere                       | Feder          | Sieger: Sergei Martynow vor Iwan Radnew, Bulgarien und Włodzimierz Zawadzki, Polen |
| 1994 | 2.     | FILA-Gala in Concord/USA            | Feder          | hinter Juan Luis Marén, Kuba, vor Dennis Hall und James Gruenwald, beide USA |
| 1995 | 8.     | EM in Besançon                      | Feder          | Sieger: Włodzimierz Zawadzki vor Sergei Martynow und Ihar Petrenka, Weißrussland |
| 1995 | 3.     | WM in Prag                          | Feder          | hinter Sergei Martynow und Włodzimierz Zawadzki |
| 1996 | 3.     | EM in Budapest                      | Feder          | hinter Sergei Martynow und Hryhorij Komyschenko, Ukraine |
| 1996 | 7.     | OS in Atlanta                       | Feder          | nach einem Sieg über Hu Guohong, China, einer Niederlage gegen Hryhorij Komyschenko, Siegen über Usama Aziz, Schweden und Cho Sang-sun, Südkorea, einer Niederlage gegen Akif Pirif, Türkei und einem kampflosen Sieg über Sergei Martynow                                             |
| 1997 | 1.     | Asienmeisterschaft                  | Feder          | vor Yasutoshi Motoki, Japan und Park Sin-young, Südkorea |
| 1997 | 3.     | Ost-Asien-Meisterschaft in Pusan    | Leicht         | hinter Son Sang-pil, Südkorea und Katsuhito Nagata, Japan |
| 1997 | 5.     | WM in Wrocław                       | Feder          | nach einer Niederlage gegen Nikolai Monow, Russland, Siegen über Martin Kolar, Slowakei, David S. Zuñiga, USA, Jurij Mirutenka, Weißrussland, Mátyás Megyes, Ungarn und Akaki Chochua, Georgien, einer Niederlage gegen Włodzimierz Zawadzki und einem Sieg über Juan Luis Marén, Kuba |
| 1997 | 1.     | Ost-Asien-Cup in Bangkok            | Leicht         | vor Babak Karimzadeh, Iran und Chen Lin, Taiwan |
| 1998 | 1.     | FILA-Test-Turnier in Nikea          | Feder          | vor Michael Beilin, Israel, Aljaksej Panisch, Weißrussland und Nurlan Koischaiganow, Kasachstan |
| 1998 | 1.     | WM in Gaevle/Schweden               | Feder          | nach Siegen über Bahodir Qurbonov, Usbekistan, Kevin Bracken, USA, Cho Sang-sun und Şeref Eroğlu, Türkei |
| 1998 | 2.     | Asien-Spiele                        | Leicht         | hinter Son Sang-pil, vor Grigori Pulyayev, Usbekistan |
| 1999 | 1.     | Asienmeisterschaft in Taschkent     | Feder          | vor Bahodir Qurbonov und Lee Tae-ho, Südkorea |
| 1999 | 1.     | WM in Athen                         | Feder          | nach Siegen über Tai Chien-Chou, Taiwan, Raynard Mouton, Südafrika, Włodzimierz Zawadzki, Hryhorij Komyschenko, Bahodir Qurbonov und Şeref Eroğlu |
| 2000 | 4.     | Asienmeisterschaft in Seoul         | Feder          | hinter Bahodir Qurbonov, Lee Tae-ho und Yi Shanjun, China |
| 2000 | 7.     | OS in Sydney                        | Feder          | nach einem Sieg über Yassine Djakrir, Algerien, einer Niederlage gegen Juan Luis Marén und einem Sieg über Gurbinder Singh, Indien |
| 2002 | 8.     | Asien-Spiele in Busan               | Leicht         | Sieger: Kim In-sub, Südkorea vor Danijar Kobonow, Kirgisistan |
| 2003 | 5.     | Asienmeisterschaft in New Delhi     | Leicht         | Sieger: Parviz Zaidvand, Iran vor Gurbinder Singh |
| 2003 | 24.    | WM in Créteil                       | Leicht         | nach einem Sieg über Mohamed Barguaoui, Tunesien und einer Niederlage gegen Ryszard Wolny, Polen |
| 2003 | 1.     | Welt-Cup in Alma-Ata                | Leicht         | vor Maxim Semjonow, Russland, Şeref Tüfenk, Türkei und Manuchar Kwirkwelia, Georgien |
| 2004 | 4.     | Olympia-Qualif.-Turnier in Novi Sad | Leicht         | hinter Nikolaj Gergow, Bulgarien, Parviz Zaidvand und Ambako Watschadse, Russland |
| 2004 | Bronze | OS in Athen                         | Leicht         | nach Siegen über Jannis Zamanduridis, Deutschland, Konstantinos Arkoudeas, Griechenland und Oscar Wood, USA, einer Niederlage gegen Şeref Eroğlu und einem Sieg über Jimmy Samuelsson, Schweden                                                                                        |

## Erläuterungen
- alle Wettkämpfe im griechisch-römischen Stil
- OS = Olympische Spiele, WM = Weltmeisterschaft EM = Europameisterschaft
- Federgewicht, bis 1996 bis 62 kg, von 1997 bis 2001 bis 63 kg,
- Leichtgewicht, von 1997 bis 2001 bis 69 kg, seit 2002 bis 66 kg Körpergewicht